# Síndrome de Perlman
Síndrome de Perlman é um transtorno de crescimento presente durante o nascimento. Caracteriza-se pelo poli-hidrâmnio, um tipo de excesso de líquido amniótico e crescimento excessivo fetal, incluindo macrocefalia, macrossomia neonatal, visceromegalia, transtorno dismórfico corporal e nefroblastoma.